# Ustawowa granica ubóstwa
Ustawowa granica ubóstwa – kwota dochodów, która zgodnie z obowiązującą ustawą o pomocy społecznej uprawnia do ubiegania się o przyznanie świadczenia pieniężnego.